# Partida de l'Hospitalera
L'Hospitalera és una partida de terra del terme municipal de Reus, a la comarca catalana del Baix Camp.
Una part important de la partida és zona urbana i s'estén des del Camí de les Ànimes fins a la Munta-i-Baixa, avui plaça de Pompeu Fabra. El pont de Calderons sembla que en constitueix un límit. Després la frontera baixa pel Barranc de Calderons. Antigament la partida ocupava una gran extensió del terme municipal, ja que arribava al tram de muralla entre el raval de santa Anna i el carrer de l'Hospital, i a la Riera per l'altra part.